# 石井村 (兵庫県神戸市)
石井村（いしいむら）は、かつて兵庫県（神戸市）に存在していた村。
1889年4月1日、町村制施行に伴い湊村となったため消滅した。

## 概要
旧村域は現在の兵庫区石井町及び天王町の一部（かつての石井村天王）に相当する。
東は奥平野村、西は夢野村に挟まれていた。「農業、水車、線香製造業により生計は豊か」（『西摂大観』）だったという。
名前の由来はこの地の石製の井戸、あるいは石が多く出たことなど。

## 交通
JR神戸線　神戸駅から神戸市バス7系統　石井橋下車